# زکی اکتن
زکی اکتان (ترکی استانبولی: Zeki Ökten; ۴ اوت ۱۹۴۱ – ۱۹ دسامبر ۲۰۰۹) کارگردان فیلم اهل ترکیه بود. او اولین فیلم خود را در سال ۱۹۶۳ کارگردانی کرد.